# Преступная любовь (фильм, 1992)
«Престу́пная любо́вь» (англ. Love Crimes) — эротический триллер режиссёра Лиззи Борден. Фильм собрал в США 2 387 928 долларов.

## Сюжет
Прокурору Дэйне Гринуэй приходится разбираться с делом, поступившим из полиции Атланты, — одинокие женщины требовали возмещения «морального ущерба» от встречи с человеком, представлявшимся знаменитым фотографом Дэвидом Хановером. С ним они знакомились добровольно, шли на свидание добровольно и добровольно вступали в половую связь.

## В ролях
- Шон Янг — Дэйна Гринуэй
- Патрик Берджин — Дэвид Хановер
- Арниша Уокер — Мария
- Джеймс Рид — Стентон Грей
- Рон Орбах — детектив Юджин Тулли
- Ферн Дорси — Коллен Деллс
- Тина Хайтауэр — Энн Уинслоу
- Донна Биско — Ханна